# Бетані (Міссурі)
Бетані (англ. Bethany) — місто (англ. city) в США, в окрузі Гаррісон штату Міссурі. Населення — 2915 осіб (2020).

## Географія
Бетані розташоване за координатами 40°16′5″ пн. ш. 94°1′43″ зх. д. / 40.26806° пн. ш. 94.02861° зх. д. (40.268002, -94.028647).  За даними Бюро перепису населення США в 2010 році місто мало площу 11,60 км², з яких 11,50 км² — суходіл та 0,10 км² — водойми.

## Демографія
Згідно з переписом 2010 року, у місті мешкали 3292 особи в 1411 домогосподарстві у складі 821 родини. Густота населення становила 284 особи/км².  Було 1602 помешкання (138/км²).
Расовий склад населення:
| - 96,4 % — білих - 0,5 % — корінних американців - 0,5 % — чорних або афроамериканців - 0,3 % — азіатів - 0,1 % — вихідців з тихоокеанських островів - 1,3 % — осіб інших рас |

До двох чи більше рас належало 0,9 %. Частка іспаномовних становила 3,0 % від усіх жителів.
За віковим діапазоном населення розподілялося таким чином: 23,2 % — особи молодші 18 років, 53,9 % — особи у віці 18—64 років, 22,9 % — особи у віці 65 років та старші. Медіана віку мешканця становила 41,7 року. На 100 осіб жіночої статі у місті припадало 91,4 чоловіків;  на 100 жінок у віці від 18 років та старших — 84,5 чоловіків також старших 18 років.
Середній дохід на одне домашнє господарство  становив 45 466 доларів США (медіана — 37 135), а середній дохід на одну сім'ю — 51 449 доларів (медіана — 50 472). Медіана доходів становила 35 848 доларів для чоловіків та 27 356 доларів для жінок. За межею бідності перебувало 18,1 % осіб, у тому числі 31,8 % дітей у віці до 18 років та 13,0 % осіб у віці 65 років та старших.
Цивільне працевлаштоване населення становило 1335 осіб. Основні галузі зайнятості: освіта, охорона здоров'я та соціальна допомога — 23,8 %, мистецтво, розваги та відпочинок — 13,0 %, роздрібна торгівля — 12,3 %.